# The d.e.p
The d.e.p（ザ ディー・イー・ピー）は、2001年に佐久間正英を中心に結成されたロックバンド。
バンド名は「doggie eels project」（doggie eel=うなぎ犬）の略で、「あり得ない組み合わせによるプロジェクト」という意味を持つ。

## 概要
2001年、佐久間が中心となり、台湾出身のタレントのビビアン・スー、元「一風堂」の土屋昌巳、元「シンプリー・レッド」の屋敷豪太、元「JAPAN」のミック・カーンの5人で結成。
元々はビビアンのソロアルバムをプロデュースするという話が佐久間の元に来たことがバンド結成のきっかけだった。佐久間が「無理に決まっている」と思って冗談でバンドメンバーの候補として土屋、屋敷、ミック・カーンの名を挙げた結果、全員から承諾を得たために実現することとなった。レコーディングはミックと土屋と屋敷がいるロンドンに佐久間とビビアンが出向く形で行われた。
シングル2枚とアルバム1枚をリリースしたものの、2010年まで新しい作品のリリースはなかった。これは「期間限定バンド」だったからというわけではなく、屋敷・土屋・ミックの3人がそれぞれ拠点だったロンドンから離れてしまったり、ビビアンが女優として成功してスケジュールが取れなくなったりなどの事情があったためである。
2010年の再始動は、がん闘病中だったミックを支援するためのプロジェクトがきっかけだった。最初は佐久間、屋敷、土屋の3人で土屋が歌う曲を1曲作り、多忙のビビアンの参加は未定だったが、運よく連絡が取れたので参加することになった。新曲制作にはその4名に加え、ベーシストとして根岸孝旨が特別参加した。ミュージシャン側が得る収益は全額ミック・カーンに寄付された。

## メンバー
- ビビアン・スー（ボーカル）
- 佐久間正英（ギター、キーボード）
- 土屋昌巳（ボーカル、ギター）
- 屋敷豪太（ドラムス）
- ミック・カーン（ベース）

### サポートメンバー
- 根岸孝旨（ベース）2010年再結成時

## 来歴
2001年4月、デビューシングル「Mr. No Problem」を発売。同年8月8日、セカンドシングル「ITAI」をリリース、同月11日、GLAYのライブイベント「GLAY EXPO 2001 “GLOBAL COMMUNICATION”」九州公演にスペシャルゲストとして出演。
2010年、9年ぶりの新作「RAINBOW / Moon Smile」を佐久間が新たに設立したレコードレーベル「Circular Tone Records」からダウンロードとCDの二形態でリリース。 同年7月7日に行われたレコーディングの模様はUstreamで公開された。
2011年1月4日、ミックがイギリス・ロンドンの自宅にて死去したことが公式サイトのトップページにて告知された。52歳没。
2013年8月9日、佐久間が公式サイトにて末期のスキルス胃がんであることを公表。翌2014年1月16日午前2時27分死去、61歳没。

## ディスコグラフィ

### シングル
|     | 発売日       | タイトル             | 規格品番  | 備考 |
| --- | ------------ | -------------------- | --------- | --- |
| 1st | 2001年4月1日 | Mr. No Problem       | SRCL-5047 | TBS「COUNT DOWN TV」2001年4月度オープニングテーマ。 コンピレーション・アルバム『SAKUMA DROPS』収録。       |
| 2nd | 2001年8月8日 | ITAI                 | SRCL-5147 | |
| 3rd | 2011年7月6日 | RAINBOW / MOON SMILE | CCTR-2001 | ビビアンがボーカルを取った「RAINBOW」と土屋がソングライティングと歌唱を担当した「Moon Smile」の2曲を収録。 |

### アルバム
|     | 発売日       | タイトル                     | 規格品番  |
| --- | ------------ | ---------------------------- | --------- |
| 1st | 2001年5月9日 | 地球的病気−We are the d.e.p− | SRCL-5055 |